# Teatro Apolo (Patras)
El Teatro Apolo o Teatro Apolo Patras (en griego:  Θέατρο Απόλλων Πάτρας) es un teatro situado en Patras, Grecia al este de la plaza Georgiou I, una de las plazas más populares de esa ciudad griega. Fue terminado en 1872 y fue diseñado por el famoso arquitecto alemán Ernst Ziller. Es una micrografía de la Scala de Milán y es el escenario principal del teatro regional y municipal de Patras Municipal desde 1988.